# Klomifen
Klomifen – organiczny związek chemiczny, lek hormonalny z grupy selektywnych modulatorów receptora estrogenowego. Jego działanie polega na blokowaniu efektów żeńskich hormonów płciowych – estrogenów. Wskazany w leczeniu niepłodności z powodu zaburzeń owulacji. Stosowany również przez osoby używające farmakologicznego dopingu wydolnościowego w celu złagodzenia jego skutków ubocznych.
Stosowany jest doustnie w postaci cytrynianu.

## Działanie i zastosowanie
Klomifen działa na tkanki zawierające receptory estrogenowe, takie jak jajniki, endometrium, szyjka macicy, pochwa, podwzgórze czy przysadka mózgowa.
Niweluje działanie estrogenów przez konkurencyjne łączenie się z receptorami estrogenowymi. Blokując receptory estrogenowe w przysadce mózgowej ingeruje w system sprzężenia zwrotnego hormonów i powstrzymuje hamujący efekt estrogenów na wydzielanie gonadotropin, przez co powoduje zwiększenie ich poziomu we krwi. Gonadotropiny stymulują produkcję hormonów w jajnikach (wzrost poziomu estrogenów we krwi) i pobudzają wzrost i rozwój pęcherzyka jajnikowego, który pęka i uwalnia komórkę jajową. W związku z tym lek jest stosowany u kobiet z niepłodnością związaną z zaburzeniami owulacji, w tym u chorych na PCOS. Niekiedy pod wpływem działania klomifenu dochodzi do uwolnienia dwóch lub więcej komórek jajowych, dlatego u kobiet leczonych klomifenem istnieje ryzyko ciąży mnogiej.
Nie wykazuje działania gestagennego, androgenego ani antyandrogennego oraz nie wpływa na przysadkową regulację hormonów nadnerczy ani tarczycy.
Klomifen jest także stosowany w dopingu farmakologicznym jako lek zmniejszający działania niepożądane sterydów. Ponieważ lek ten blokuje receptory estrogenowe, zmniejsza skutki estrogennego działania hormonów sterydowych takie jak ginekomastia. Klomifen jest lekiem zakazanym dla sportowców przez Światową Agencję Antydopingową.

## Ciąża
Klomifen nie powinien być stosowany w ciąży ze względu na ryzyko wad rozwojowych u płodu. Przed leczeniem należy wykluczyć ciążę.

## Działania niepożądane
Zaburzenia widzenia, nadmierna stymulacja jajników, uderzenia gorąca, dyskomfort w podbrzuszu, nudności, wymioty, depresja, bezsenność, bóle głowy, nadwrażliwość piersi. W przypadku stwierdzenia nadmiernej stymulacji jajników leczenie należy przerwać.
Metaanaliza z roku 2018 wskazuje, że długotrwałe stosowanie klomifenu może prowadzić do wzrostu ryzyka wystąpienia nowotworów, w związku z czym wskazane może być ograniczenie czasu jego przyjmowania do 6 cyklów owulacyjnych. Wnioski te wymagają potwierdzenia w badaniach na zwierzętach i w eksperymentach klinicznych.

## Dawkowanie
Lek należy stosować zgodnie z zaleceniami lekarza, gdyż dawkowanie musi być dobrane indywidualnie do potrzeb pacjenta. Zwykle stosuje się dawkę 50 mg przez 5 dni, zaczynając w ciągu pierwszych pięciu dni cyklu miesiączkowego (najlepiej od dnia drugiego). W przypadku dalszego braku jajeczkowania można zastosować taki sam schemat leczenia dla dawki 100 mg.
U większości pacjentek, które prawidłowo reagują na leczenie, jajeczkowanie pojawia się już w pierwszym cyklu z klomifenem. Klomifen może być stosowany przez trzy następujące po sobie cykle. Nie zaleca się długotrwałego stosowania (powyżej 6 miesięcy) z powodu zwiększonego ryzyka wystąpienia raka jajników.

## Preparaty handlowe
- Clostilbegyt – tabletki 50 mg